# Irvin D. Yalom
Irvin David Yalom (Washington D.C., 13 juni 1931) is een Amerikaanse schrijver en psychiater.

## Biografie
Yaloms ouders zijn geëmigreerd tijdens de Russische Revolutie vanuit de Sovjet-Unie naar de Verenigde Staten. Hij behaalde in 1952 een Bachelor of Arts aan de George Washington University en een graad in de medicijnen aan de Universiteit van Boston. Na zijn studie diende hij twee jaar als legerarts op een basis op Hawaï.
Zijn academische carrière speelde zich af aan de Stanford-universiteit. Van 1962 tot zijn emeritaat in 1994 was hij verbonden aan de psychiatrieopleiding van die universiteit: als therapeut, docent, onderzoeker en begeleider van therapeuten. Hij promoveerde in 1968 en specialiseerde in existentiële psychotherapie. Deze westerse therapievorm bouwt verder op het existentialisme van Max Scheler, Martin Heidegger en Jean-Paul Sartre. De existentiële therapeut kijkt samen met de cliënt naar hoe je in het leven staat, hoe je vorm geeft aan het leven, hoe je jezelf en het leven ervaart en waar je tegenaan loopt. Zo loopt elk bestaan op tegen de onvermijdelijkheid van de dood, vrijheid en de hiermee verbonden verantwoordelijkheid, existentiële isolatie en zinloosheid. Deze vier ultieme bezorgdheden vormen de kern van waaruit de therapeut een behandelingsmethode ontwikkelt. Yalom schreef verschillende boeken over deze thema's. Verder schreef hij meerdere romans. Naast zijn academische en literaire activiteiten was hij parttime werkzaam in zijn eigen praktijk.